# Раша (Гроспоствиц)
Ра́ша или Ра́шов (нем. Rascha; в.-луж. Rašow) — деревня в Верхней Лужице, Германия. Входит в состав коммуны Гроспоствиц района Баутцен в земле Саксония. Подчиняется административному округу Дрезден.

## География
Располагается на западном склоне холма Тромберг (Любин) при автомобильной дороге 96 на север от административного центра коммуны Гроспоствица.
Соседние населённые пункты: на cевере — деревня Бельшецы, на юге — административный центр коммуны Гроспоствиц, на западе — деревня Дебсецы коммуны Обергуриг и на северо-западе — деревня Дженикецы.

## История
Впервые упоминается в 1399 году под наименованием Raschaw.
С 1934 года входит в современную коммуну Гроспоствиц.
В настоящее время деревня входит в состав культурно-территориальной автономии «Лужицкая поселенческая область», на территории которой действуют законодательные акты земель Саксонии и Бранденбурга, содействующие сохранению лужицких языков и культуры лужичан.
Исторические немецкие наименования
- Raschaw, 1399
- Rasschaw, Rasschow, 1404
- Raschan, 1419
- Raschow, 1452
- Raschen, 1599
- Rasche, 1732
- Raschau, 1791
- Rascha (Raschau), 1908

## Население
Официальным языком в населённом пункте, помимо немецкого, является также верхнелужицкий язык.
Согласно статистическому сочинению «Dodawki k statisticy a etnografiji łužickich Serbow» Арношта Муки в 1884 году в деревне проживало 236 человек (из них — 191 серболужичанин (81 %)).
| 1834 | 1871 | 1890 | 1910 | 1925 |
| ---- | ---- | ---- | ---- | ---- |
| 94   | 269  | 216  | 383  | 440  |

## Достопримечательности
Памятники культуры и истории земли Саксония
- Каменный дорожный указатель, на дороге в сторону Дромберга, 19 век (№ 09252774).
- Каменный памятный знак в честь Йоганна Готлоба Постеля, 1846 год (№ 09252775).
- Гостиница «Zum Drohmberg», Bautzener Straße 30, 1836 год (№ 09252756).